# Young Americans (1993)
Young Americans (Alternativtitel: Young Americans – Todesspiele; Originaltitel: The Young Americans) ist ein britischer Kriminalfilm aus dem Jahr 1993. Regie führte Danny Cannon, der gemeinsam mit David Hilton auch das Drehbuch schrieb.

## Handlung
Die Londoner Polizei untersucht eine Mordserie und vermutet einen Zusammenhang mit US-amerikanischen Drogenhändlern, die von Carl Frazer angeführt werden. Frazer rekrutiert seine Helfer unter jungen Leuten, die die amerikanische Kultur fasziniert.
Die britische Polizisten bitten ihre amerikanische Kollegen um Hilfe, worauf der New Yorker Polizist John Harris nach London reist. Harris versucht, Frazer zu stellen. Dabei kommt es zu weiteren Morden.

## Kritiken
Die Zeitschrift Time Out London schrieb, der „ambitionierte“ Film sei visuell gekonnt gemacht, aber sein Tempo sei ungleichmäßig. Er sei ein „schnittiger, brutaler Design-Kriminalfilm für stilbewusste Tweens“.
Das Lexikon des internationalen Films schrieb, der Film sei ein Drogenkrimi, der versuche, „das Rauschgiftgeschäft als schmutzigen Wirtschaftszweig darzustellen“. Er sei „chic fotografiert“, aber er komme „trotz seines guten Hauptdarstellers [...] über Mittelmaß nicht hinaus“.

## Hintergründe
Der Film wurde in London – darunter in den Jacob Street Studios – gedreht. Seine Produktionskosten betrugen schätzungsweise drei Millionen US-Dollar.